# C20H22O4
化学式C20H22O4（摩尔质量：326.39 g/mol）可能指：
- Acutifolin A，CAS号：350221-53-3
- 己二酸二苄酯，CAS号：2451-84-5

|  | 这个同类索引页列出了具有相同分子式的化学物（即同分異構體）条目。 除非您是有意链接至本页，否则应将相应条目的内部链接指向正确的条目。 |